# Sirab
Sirab (auch Zirab, Sir'b, Zir'b, Sir-ab, Sīrāb, persisch زیراب) ist eine iranische Stadt im Bezirk Savādkuh in der Provinz Mazandaran. 

## Geografie
Die Stadt liegt auf einer Höhe von 595 Metern, komplett umgeben von dichten Wäldern.
Im Bereich der Stadt kam es wiederholt zu leichteren Erdbeben, zuletzt zwei Beben der Stärke 1,3 bzw. 2,0 (in 12 bzw. 10 Metern Tiefe) am 16. Mai 2007, deren Zentrum 3 bzw. 17 Kilometer von Sirab entfernt war.

## Wirtschaft und Verkehr
Die Stadt ist bekannt für den Bergbau, speziell die Kohleförderung. 1954 kam es zu einem Streik der Bergarbeiter, der von der Regierung mit Gewalt niedergeschlagen wurde.
Die Stadt besitzt einen Bahnhof an der Transiranischen Eisenbahn.